# 8일째 매미
《8일째 매미》(일본어: 八日目の蝉)는 가쿠타 미쓰요(角田 光代)의 일본 소설이자 이를 원작으로 한 텔레비전 드라마, 영화이다.

## 개요
〈모성〉을 주제로 한 서스펜스 작품이다. 아이를 유괴한 여자·기와코의 3년 반 동안에 걸친 도망 생활과, 사건 후 어른이 된 아이 에리나의 갈등을 그린 2장(프롤로그인 0장을 포함하면 3장)으로 구성되어 있다. 2005년 11월 21일부터 2006년 7월 24일까지 요미우리 신문 석간에 연재됐다. 제2회 중앙공론문예상을 받았다.
2010년 NHK 종합에서 텔레비전 드라마화, 2011년에는 쇼치쿠 배급으로 영화화되었다.

## 줄거리
제0장 - 제1장
1985년 2월, 불륜 관계였던 아키야마 다케히로의 집에 침입한 노노미야 기와코는 잠들어 있던 아기 에리나를 보고 충동적으로 납치한다. 기와코는 아기에게 가오루라는 이름을 지어주고 친구의 집이나 퇴거를 앞둔 여자의 집에서 지낸다. 그러나 곧 경찰에게 쫓기는 걸 알게되고, 공원에서 천연수나 자연식품을 파는 수수께끼에 쌓인 단체인 엔젤 홈에 몸을 숨기기로 결정한다. 가진 돈을 모두 털어 입소해 잠깐동안 평온한 생활을 하지만...
제2장
기와코가 체포된지 17년이 지난 2005년. 아키야마 에리나는 대학생이 되어, 과거에 있던 일을 모두 잊으려고 했다. 그녀가 아르바이트를 하던 곳에, 한 때 엔젤 홈에 있던 지구사란 여자가 나타난다. 입소했던 사람을 취재하는 그녀는 에리나에게도 사건에 대해 물어보려 한다. 한편 에리나는 아내와 자식이 있는 기시다와 사귀는 중으로, 기와코와 같은 길을 걷고 있다는 걸 알고 두려움을 느낀다. 그리고 에리나에게 어떤 이변이 일어난다.

## 텔레비전 드라마
2010년 일본에서 방영된 드라마는 NHK 종합에서 새롭게 신설된 드라마 시간대인 "드라마 10"(화요일 22:00 - 10:43)에서 2010년 3월 30일부터 5월 4일까지 방영되었다. 전 6회. 주연을 맡은 단 레이의 첫 주연작이기도 하다. 2010년 10월 29일, 제27회 〈ATP상 TV 그랑프리 2010〉에서 이 작품은 그랑프리를 수상했다.

### 출연진
- 단 레이
- 키타노 키이
- 코바야시 세이란
- 시노카와 모모토
- 오쿠무라 카호
- 츠다 간지
- 이타야 유카

### 제작진
- 각본 - 아사노 타에코
- 음악 - 와타나베 토시유키
- 연출 - 사사키 아키미츠, 후지오 타카시 (테레팟쿠)
- 제작 총괄 - 오오카 아키마사, 쿠로사와 준 (텔레팩)
- 제작·저작권 - NHK, 텔레팩
- 주제가 - 키즈키 미나미 - 〈와라비가미~나의 보물〉

### 방영일 및 시청률
| 각화                                      | 방송일          | 부제        | 시청률 |
| ----------------------------------------- | --------------- | ----------- | ------ |
| 제1화                                     | 2010년 3월 30일 | 도망        | 8.2%   |
| 제2화                                     | 2010년 4월 6일  | 천사의 집   | 6.2%   |
| 제3화                                     | 2010년 4월 13일 | 슬픈 여자들 | 7.4%   |
| 제4화                                     | 2010년 4월 20일 | 사랑        | 8.4%   |
| 제5화                                     | 2010년 4월 27일 | 빛의 섬     | 7.2%   |
| 최종화                                    | 2010년 5월 4일  | 기적        | 9.3%   |
| 평균 시청률 7.8%                          |                 |             |        |
| (시청률은 간토 지방·비디오 리서치사 조사) |                 |             |        |

## 영화
일본에서는 2011년 4월 29일에 개봉됐다. 영화 《고고한 메스》로 일본 아카데미상을 받은 나루시마 이즈루가 감독을 맡았으며, 각본은 《썸머 워즈》의 오쿠데라 사토코가 맡았다.
일본 내 224개 극장에서 개봉됐으며, 제35회 일본 아카데미상에서 10관왕을 차지했다.

### 출연진
- 아키야마 에리나 - 이노우에 마오
- 노노미야 기와코 - 나가사쿠 히로미
- 가오루(어린시절 에리나) - 와타나베 고노미
- 안도 지구사 - 고이케 에이코
- 기시다 - 게키단 히토리
- 아키야마 다케히로 - 다나카 데쓰시
- 아키야마 에쓰코 - 모리구치 요코
- 사와다 구미 - 이치카와 미와코
- 사와다 - 후부키 준
- 사와다 유조 - 히라타 미쓰루
- 엔젤 - 요 기미코
- (쇼도시마의 사진관 주인) - 다나카 민

### 주제가
- 나카시마 미카 〈Dear〉

### 삽입곡
- 존 메이어 〈Daughters〉

### 수상 정보
- 제36회 호치 영화제 - 작품상, 여우주연상(나가사쿠 히로미)
- 2012년 에란도르상 프로듀서상 - 아리시게 요이치(닛카쓰)
- 제85회 키네마 준보 베스트 10 - 여우주연상(나가사쿠 히로미), 여우조연상(고이케 에이코)
- 제66회 마이니치 영화 콩쿨 - 여우조연상(나가사쿠 히로미)
- 제54회 블루리본상 - 여우주연상(나가사쿠 히로미)
- 제35회 일본 아카데미상 - 최우수 작품상, 최우수 감독상(나루시마 이즈루), 최우수 여우주연상(이노우에 마오), 최우수 여우조연상(나가사쿠 히로미), 최우수 각본상, 최우수 음악상, 최우수 촬영상, 최우수 조명상, 최우수 녹음상, 최우수 편집상